# Валле (Норвегия)
Валле (норв. Valle) — коммуна в губернии Эуст-Агдер в Норвегии. Административный центр коммуны — село Валле. Официальный язык коммуны — нюнорск. Население коммуны на 2007 год составляло 1326 человек. Площадь коммуны Валле — 1264,73 км². Код-идентификатор — 0940.

## История населения коммуны
Население коммуны за последние 60 лет:

Статистика коммуны Валле